# 2ª Sezione SVA
La 2ª Sezione SVA del Servizio Aeronautico del Regio Esercito dalla fine del 1917 vola con aerei Ansaldo S.V.A..

## Storia
Alla fine del 1917 su 6 Ansaldo S.V.A. a Ponte San Pietro nasce la 2ª Sezione SVA inquadrata nel XV Gruppo e nel gennaio 1918 è a Nove di Bassano al comando del Tenente Andrea Costantini che dispone di altri 3 piloti. 
Nel febbraio va a Castenedolo (poi Aeroporto di Brescia-Montichiari) creando una nuova sezione ed alla metà di marzo entra nel IX Gruppo (poi 9º Gruppo Caccia) con 6 piloti.
Il 18 marzo Costantini abbatte un aereo su Gardolo e dal 15 aprile il reparto opera per la 6ª Armata (Regio Esercito) andando al Campo di aviazione di San Pietro in Gu nel VII Gruppo (poi 7º Gruppo Autonomo Caccia Terrestre).
Il 19 maggio Costantini abbatte un aereo sul Cismon del Grappa ed in giugno l'unità è a Poianella di Bressanvido.
Il 2 luglio Costantini viene abbattuto dalla contraerea sul Col Caprile vicino al Monte Grappa mentre mitragliava truppe ed il comando passa al Ten. Antonio Babini.
Il 4 ottobre il reparto entra nel XXIV Gruppo ed il 30 ottobre il Caporalmaggiore Massimo Canuto abbatte un caccia su Ravina (Trento).
Al termine del conflitto l'unità dispone di 10 naviganti tra cui Giuseppe Santoro.
Il 5 dicembre la 2ª Sezione diventa 62ª Squadriglia.